# Kajkavisk dialekt

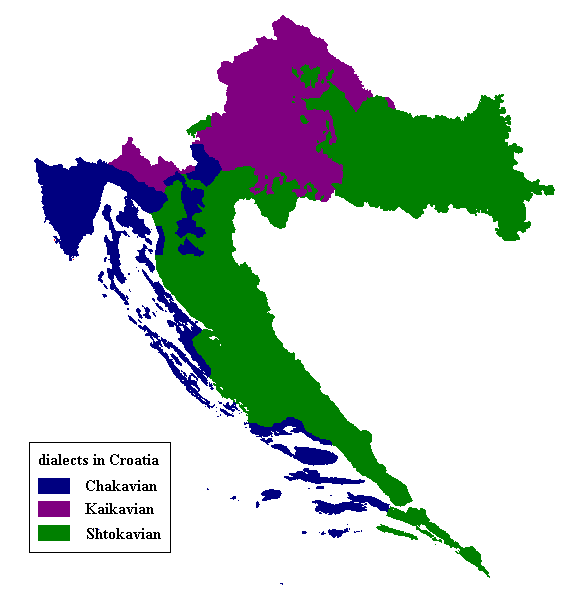
Engelskspråkig karta över dialekter i Kroatien.

Kajkaviska (kroatiska: kajkavica, kajkavski, kajkavština) är en av tre huvuddialekter i det kroatiska språket. De två övriga är štokaviska (som används som standardspråk) och čakaviska.
Kajkaviska talas främst i huvudstaden Zagreb, Zagorje och övriga delar av det norra inlandet i Kroatien. Från 1500-talet fram till mitten av 1800-talet var kajkaviska den dialekt som man baserade det kroatiska standardspråket på.

## Etymologi
Liksom fallet med de två andra dialekterna, štokaviska och čakaviska, grundar sig benämningen på den kajkaviska dialektala undergruppen på ordet för "vad". Det är i den nordliga kroatiskan, liksom i slovenskan, kaj.